# Anna Karénine (film, 1997)
Pour les articles homonymes, voir Anna Karénine (homonymie).
Pour plus de détails, voir Fiche technique et Distribution.
Anna Karénine (titre original : Anna Karenina) est un film americano-britannique réalisé par Bernard Rose, sorti en 1997.

## Synopsis
Anna Karénine est la femme d'un haut fonctionnaire froid et distant. Déçue par le mariage, et malgré la naissance de son enfant, elle s'éprend d'un bel officier, ce qui causera un scandale et un drame. Trop passionnée, trop amoureuse, elle finira par se heurter à la peur d'un homme qui ne souhaite pas s'engager dans une véritable relation. Face à un mari qui accepte le divorce mais qui obtient la garde de leur fils, et face à un amant qui prend petit à petit ses distances, la jeune femme finira par se suicider.

## Fiche technique
- Titre : Anna Karénine
- Titre original : Anna Karenina
- Réalisation : Bernard Rose
- Scénario : Bernard Rose, d'après le roman de Léon Tolstoï Anna Karénine
- Production : Bruce Davey
- Décors : John Myhre et Marthe Pineau
- Photo : Daryn Okada
- Montage : Victor Du Bois
- Pays d'origine :  Royaume-Uni
- Langue : anglais
- Format : Couleurs - Dolby Digital DTS - 35 mm
- Genre : Drame
- Durée : 105 minutes
- Dates de sortie :
  - États-Unis : 4 avril 1997
  - France 4 juin 1997

## Distribution
- Sophie Marceau (VF : elle-même) : Anna Karénine
- Sean Bean (VF : Thibault de Montalembert) : Vronsky
- Alfred Molina (VF : Bernard Métraux) : Lévine
- Mia Kirshner (VF : Anneliese Fromont) : Kitty
- James Fox (VF : Bernard Dhéran) : Karénine
- Fiona Shaw : Lydia
- Danny Huston : Stiva
- Phyllida Law : Vronskaya
- David Schofield : Nikolai
- Jennifer Hall : Betsy
- Anna Calder-Marshall (VF : Frédérique Cantrel) : Princesse Schcherbatksy
- Petr Chelokhonov : Kapitonich, le majordome de Karénine
- Ksenia Rappoport : Marie
- Justine Waddell : Contesse Nordston